# Christopher Honkomp
Christopher Robin Honkomp (* 16. Juni 2000) ist ein deutscher Sportschütze im Wurfscheibenschießen in der Disziplin Skeet.

## Leben und Karriere
Honkomp nahm erstmals 2015 als 15-jähriger in der Jugendklasse bei der Deutschen Meisterschaft in München teil, wurde Zehnter und im Jahr danach Achter. In der Juniorenklasse wurde er 2017 zweifacher Deutscher Meister (Einzel- und Mannschaftswertung). Nach seiner Aufnahme in den Nachwuchskader nahm er 2018 erstmals an Europa- und Weltmeisterschaften teil, wo er bei der EM 2018 in Leobersdorf Neunter in der Einzelwertung und jeweils Fünfter mit der Mannschaft und im Mixed-Team-Wettkampf wurde. In Changwon bei der WM belegte er den sechzehnten Platz. Im Folgejahr bei der EM 2019 in Lonato verfehlte Honkomp mit dem vierten Platz knapp die Medaillenränge, wurde mit seinen Mannschaftskollegen John Kellinghaus und Arne Hollensteiner Vizeeuropameister und zusammen mit Eva-Tamara Reichert im Mixed-Team-Wettkampf Europameister.
Christopher Honkomp wurde seit 2015 achtmal Deutscher Meister und zweimal Vizemeister.